# 神癒
神癒（しんゆ、英語: Divine Healing）はホーリネス教会の中心教理の四重の福音の一つ。神の力により、按手、また祈りの中で病気が癒されること。ホーリネス系や聖霊派などでは今日でも、神の力により神癒が行われると信じられている。福音派にも神癒の信仰があり、日本福音連盟の『聖歌』の裏扉には神癒の根拠聖句が書かれてある。
日本アッセンブリーズ・オブ・ゴッド教団は「基本的真理に関する宣言」で「神癒は福音の不可欠要素である」と告白する。

## 聖書の箇所
聖句は出エジプト記15章26節「わたしは主、あなたをいやす者である。」、イザヤ書53章4節「まことに、彼は私たちの病を負い、私たちの痛みをになった。」、ヤコブ書5章15節「信仰による祈りは、病む人を回復させます。」である。
マタイによる福音書はイエス・キリストの癒しを、イザヤ書の預言の成就としている。「夕方になると、人々は悪霊につかれた者を大ぜい、みもとに連れて来た。そこで、イエスはみことばをもって霊どもを追い出し、また病気の人々をみなお直しになった。
これは、預言者イザヤを通して言われた事が成就するためであった。「彼が私たちのわずらいを身に引き受け、私たちの病を背負った。」（マタイ8:16-17）

## 神癒伝道者
三谷種吉、ウィリアム・ブラナム、ゴードン・リンゼイ、A・A・アレン、オーラル・ロバーツ、T・L・オズボーン、キャサリン・クールマン、ジョン・ウィンバーらがいる。

## サクラメントと認めるか
ヤコブ書を根拠の聖句としてサクラメントとする教会が存在する。プロテスタントにおいては礼典ではなく、聖公会においては聖奠ではないが聖奠的諸式として聖奠に準じた扱いとなる。
他方、カトリック教会では、ヤコブ書に基づき秘跡（サクラメント）として病者の塗油がなされる。正教会においては病人への塗油と祈りを伴う聖傅機密があり、機密（ミスティリオン）の一つとして数えられる。